# 全息通用光盘
全息通用光盘（HVD、Holographic Versatile Disc）是一種用全像技術設計、最高可以容納6TB資料的光碟存儲器。雖然容量極大，但暫時未普及。